# Limnephilus microdentatus
Limnephilus microdentatus là một loài Trichoptera trong họ Limnephilidae. Chúng phân bố ở miền Cổ bắc.